# Care (gemmage)
Pour les articles homonymes, voir Care.

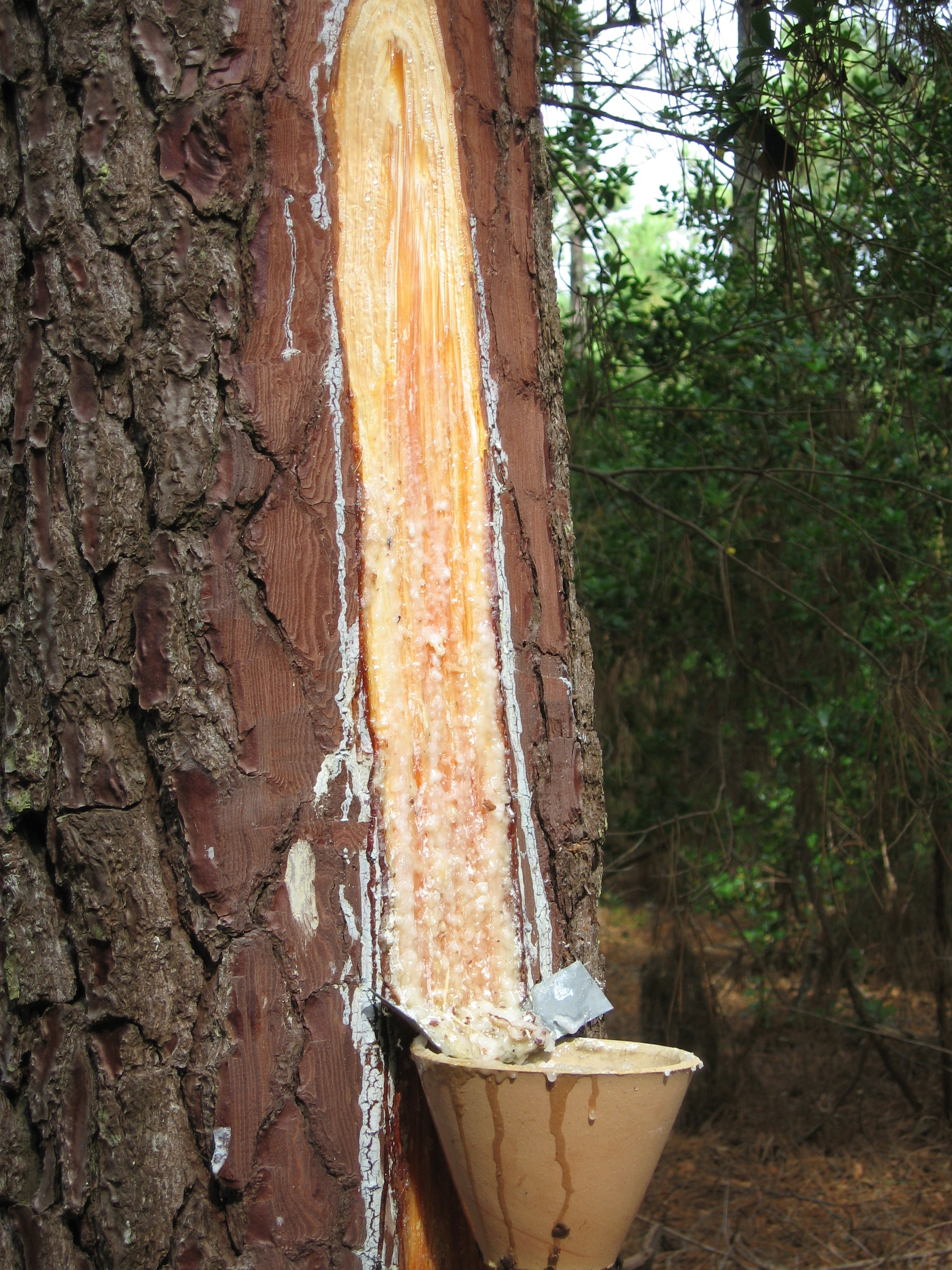
Care sur un pin gemmé

La care ou carre (du gascon care : visage) est le nom donné dans les Landes de Gascogne à une entaille faite au tronc du pin maritime pour en extraire la résine lors du gemmage, pratiqué jusqu'au début des années 1990 en France. 

## Blessure
On peut distinguer deux types de cares, correspondant aux deux principales techniques de gemmage utilisées : le gemmage au crot (technique ancestrale, utilisée avant le XIXe siècle) ou le gemmage traditionnel (système Hugues) sont des procédés où le gemmeur réalise une entaille dans les fibres périphériques de l'arbre, immédiatement sous l'écorce, grâce au hapchot. La résine coule directement de l'entaille. Le procédé du gemmage à l'activée, introduit en France dans les années 1950, utilise un outil que l'on appelle la « rainette », qui entaille le pin sur une hauteur n'excédant pas 2 cm. Les gemmeurs pulvérisent ensuite un nuage d'acide sulfurique sur la blessure. Les cares obtenues par ces deux procédés sont différentes par nature.

### Gemmage traditionnel

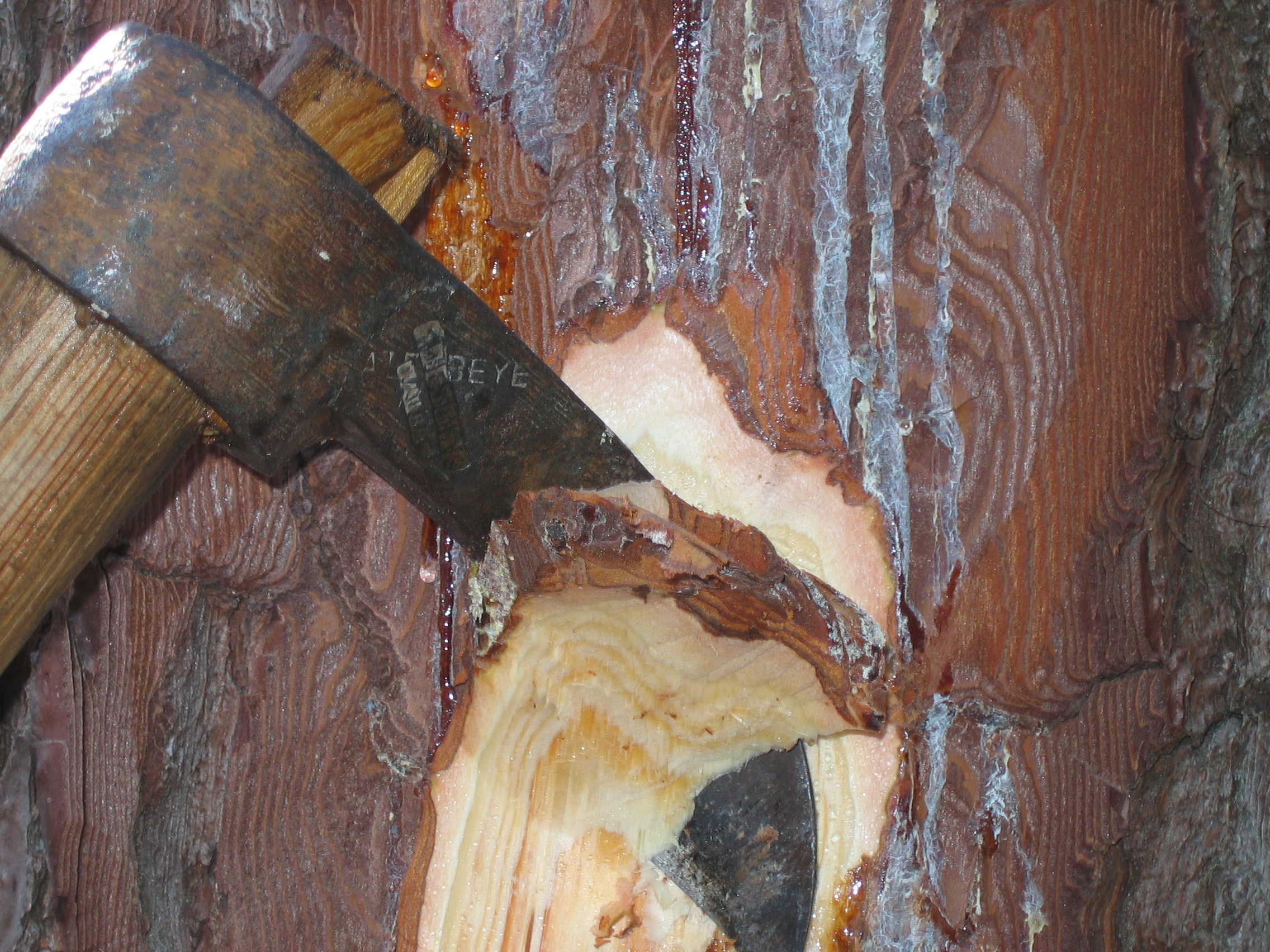
La pique

La care est une blessure verticale réalisée par les gemmeurs. Ces derniers sectionnent à l'aide d'un hapchot les canaux conducteurs de la sève élaborée du pin maritime. Pour réagir à cette agression, l'arbre sécrète la gemme (ou résine) destinée à la cicatrisation. Au bout d'une semaine, la cicatrisation s'opère et les canaux sont refermés. Afin d'assurer un débit régulier de la gemme, le résinier pratique la pique consistant à agrandir la care vers le haut de quelques centimètres en blessant à nouveau l'arbre. La partie active de la care, celle qui produit effectivement de la résine, est constituée uniquement des premiers centimètres de la blessure. 
La pique se pratique de bas en haut, car la sève élaborée circule de haut en bas, en entaillant l'aubier dans le sens des fibres (verticalement). La care est incurvée dans sa largeur, et le haut de l'entaille prend la forme d'une ogive. La blessure ne dépasse pas 1 cm de profondeur et varie entre 6 et 11 cm en largeur. Le copeau ainsi décollé par le hapchot est une gemelle ou galip, qui s'accumule au pied du pin, avant d'être ramassé pour démarrer le feu domestique.

### Gemmage à l'acide sulfurique

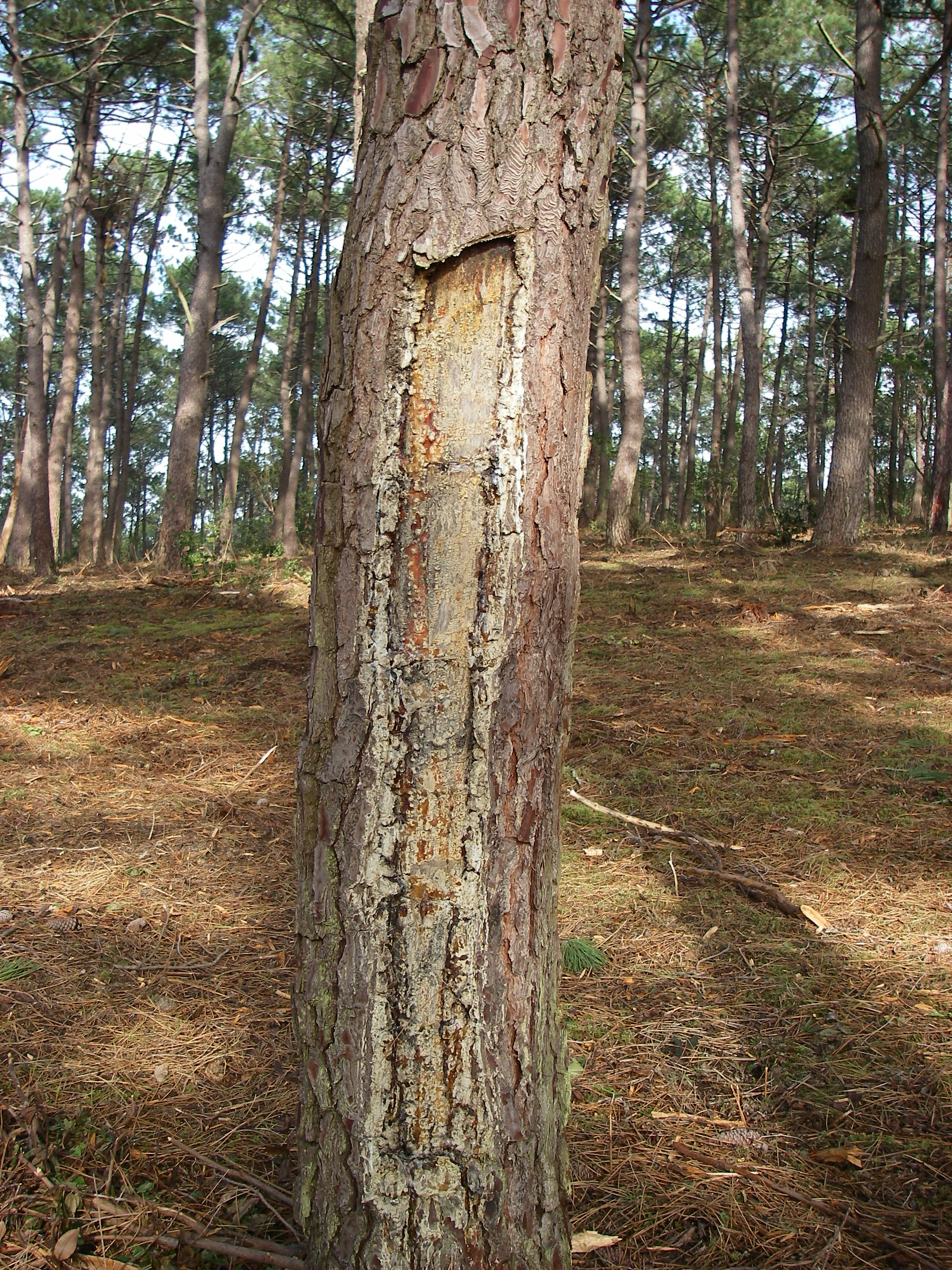
Care gemmée à l'acide dans les années 1980. Plus large et rectangulaire au sommet. La cicatrisation est difficile.

La technique du gemmage à l'acide sulfurique, introduite en France dans les années 1950, doit permettre d'augmenter les rendements et de diminuer le nombre de piques par rapport au gemmage traditionnel. 
Le gemmeur pratique toujours le pique dans le haut de la care, mais il entaille le pin uniquement sur deux centimètres de hauteur, en pelant l'aubier horizontalement (contrairement au gemmage traditionnel), grâce à une rainette. Il pulvérise ensuite un nuage d'acide sulfurique sur la pique. L'acide sulfurique maintient les canaux conducteurs de la sève élaborée ouverts et retarde la cicatrisation. Ainsi, le débit de résine est plus important et dure plus longtemps en comparaison au système traditionnel : la pique est pratiquée tous les 15 jours, contre 7 jours pour le gemmage au hapchot.
Les cares, réalisées dans le cadre du gemmage à l'acide sulfurique, sont plus larges et moins hautes que celles du système Hugues traditionnel. Le haut des cares est rectangulaire au lieu d'être en forme d'ogive. L'inconvénient de ce système est que, bien souvent, les pins étaient blessés à cœur par l'acide et la cicatrisation à long terme se faisait beaucoup plus difficilement, comme on voit sur la photo ci-contre.

## Cicatrisation

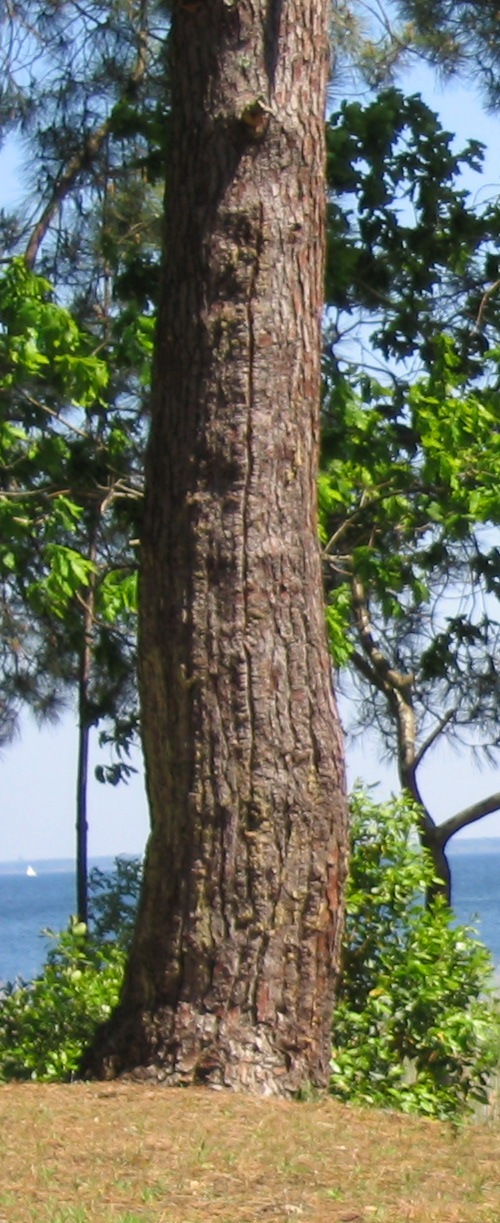
Care parfaitement cicatrisée, gemmage traditionnel

La première étape de la cicatrisation est la fermeture des canaux conducteurs de résine. Elle s'opère en sept jours environ dans le cadre du gemmage traditionnel, et en une quinzaine dans le cadre du gemmage à l'acide. Avec le temps, l'arbre grossit et la care cicatrise, elle se referme sous des bourrelets qui se forment de part et d'autre de l'entaille, longitudinalement. Avec le temps ces bourrelets viendront refermer entièrement l'entaille, et les gemmeurs pourront à nouveau gemmer par-dessus. Certains arbres cicatrisent difficilement, c'est notamment le cas pour de nombreux arbres gemmés à l'acide (attaqués à cœur) ou pour des pins gemmés trop jeunes. On aperçoit clairement la care et les bourrelets de cicatrisation à l'abattage d'un arbre, cf illustration ci-dessous.

## Galerie
|  |  |  |  |